# Новопавлівський ліс
Новопавлівський ліс — лісовий заказник. Розташований за 25 км від с. Новопавлівка Межівського району Дніпропетровської області.
Площа заказника — 650 га, створений у 1990 році. Керівна організація: Васильківський держлісгосп.
Між річками Вовчою і Кам'янкою розташований великий лісовий масив, який за площею майже дорівнює Дібрівському лісу — Новопавлівський ліс. Майже поряд розташоване с. Гаврилівка, тому місцеві жителі часто називають його «Гаврилівський ліс». Річку Кам'янку з правого берега оточує Дібрівський ліс, з лівого — Новопавлівський. У Новопавлівському лісі переважають листяні лісонасадження (дуб, в'яз, ясен, тополя, верба). На алювіальних пісках у північній частині масиву ростуть сосни. Біля лісу, неподалік від мальовничого урочища з виходами гранітів та водоспадом, є старовинна чиста криниця.